# Janin (Saniki)
Janin – kolonia wsi Saniki w Polsce, położona w województwie podlaskim, w powiecie białostockim, w gminie Tykocin.
W latach 1975–1998 kolonia położona była w województwie białostockim.